# Bahnhof Bad Homburg
Der Bahnhof Bad Homburg liegt an der Bahnstrecke Frankfurt–Friedrichsdorf und wurde am 26. Oktober 1907 in Betrieb genommen. Er wird von etwa 19.000 Reisenden täglich genutzt.

## Historische Situation

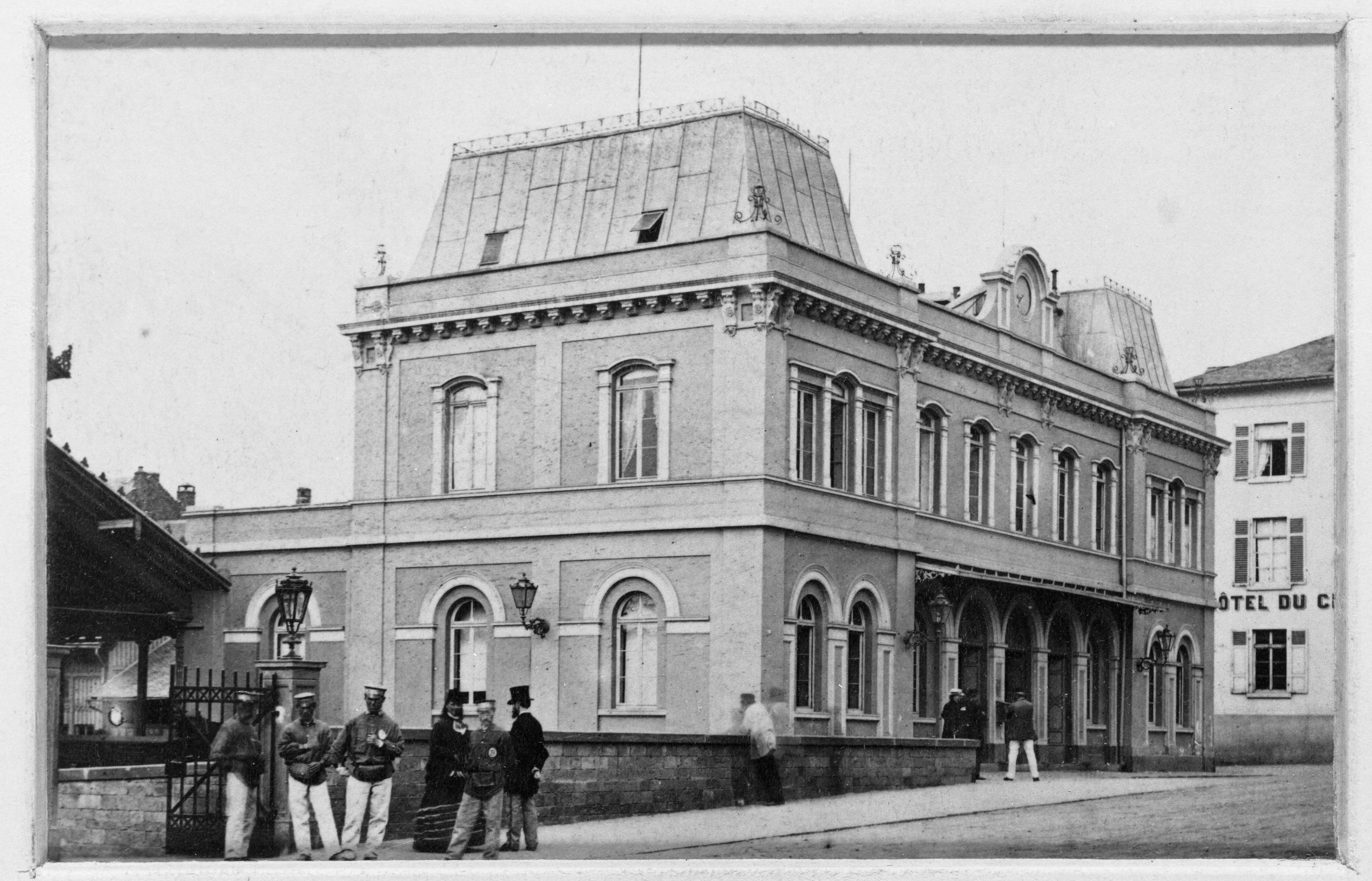
Alter Frankfurter Bahnhof in Bad Homburg

Der neue Durchgangsbahnhof in Bad Homburg ersetzte zwei ältere Kopfbahnhöfe. Homburg vor der Höhe (Alt) lag an der Stelle des heutigen Rathauses und war als Endstation der Strecke von Frankfurt am Main im Jahr 1860 durch die Homburger Eisenbahn-Gesellschaft (HEG) eröffnet worden. Ein weiterer Kopfbahnhof wurde 1895 wurde durch die Preußische Staatsbahn für die Strecke von Homburg über Friedrichsdorf nach Usingen errichtet, Homburg vor der Höhe (Neu). Dieser zweite Bahnhof lag zwischen der unteren Louisenstraße und dem heutigen Autobahnzubringer. Beide Bahnhöfe trennte eine Entfernung von 200 bis 300 Meter. Sie waren nur über ein Gleis verbunden, das Rangierverkehr ermöglichte.

## Der neue Bahnhof

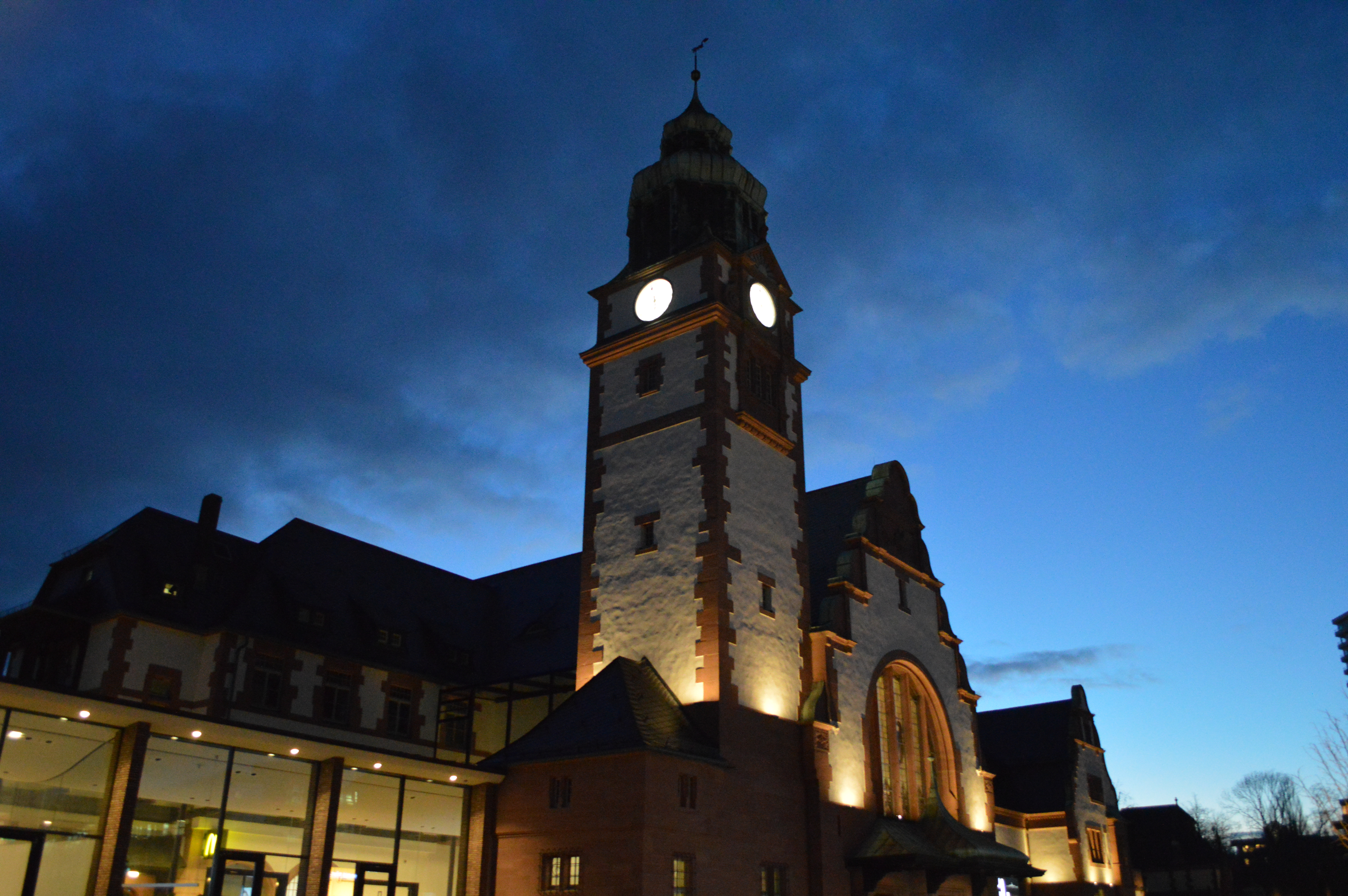
Empfangsgebäude

Homburg vor der Höhe war eine beliebte Sommerresidenz von Kaiser Wilhelm II. So war die Situation mit zwei Bahnhöfen nicht nur betrieblich unbefriedigend, sie entsprach auch nicht dem kaiserlichen Repräsentationsbedürfnis. Deshalb wurde zwischen 1905 und 1907 ein neuer Durchgangsbahnhof errichtet, der die nach Homburg führenden Bahnstrecken miteinander verband. Er kostete knapp 4,7 Millionen Mark. Der Name des Bahnhofs „Homburg vor der Höhe“ lautet seit dem 10. Januar 1913 „Bad Homburg“, nachdem der Zusatz „Bad“ 1912 dem Namen der Stadt beigefügt worden war.

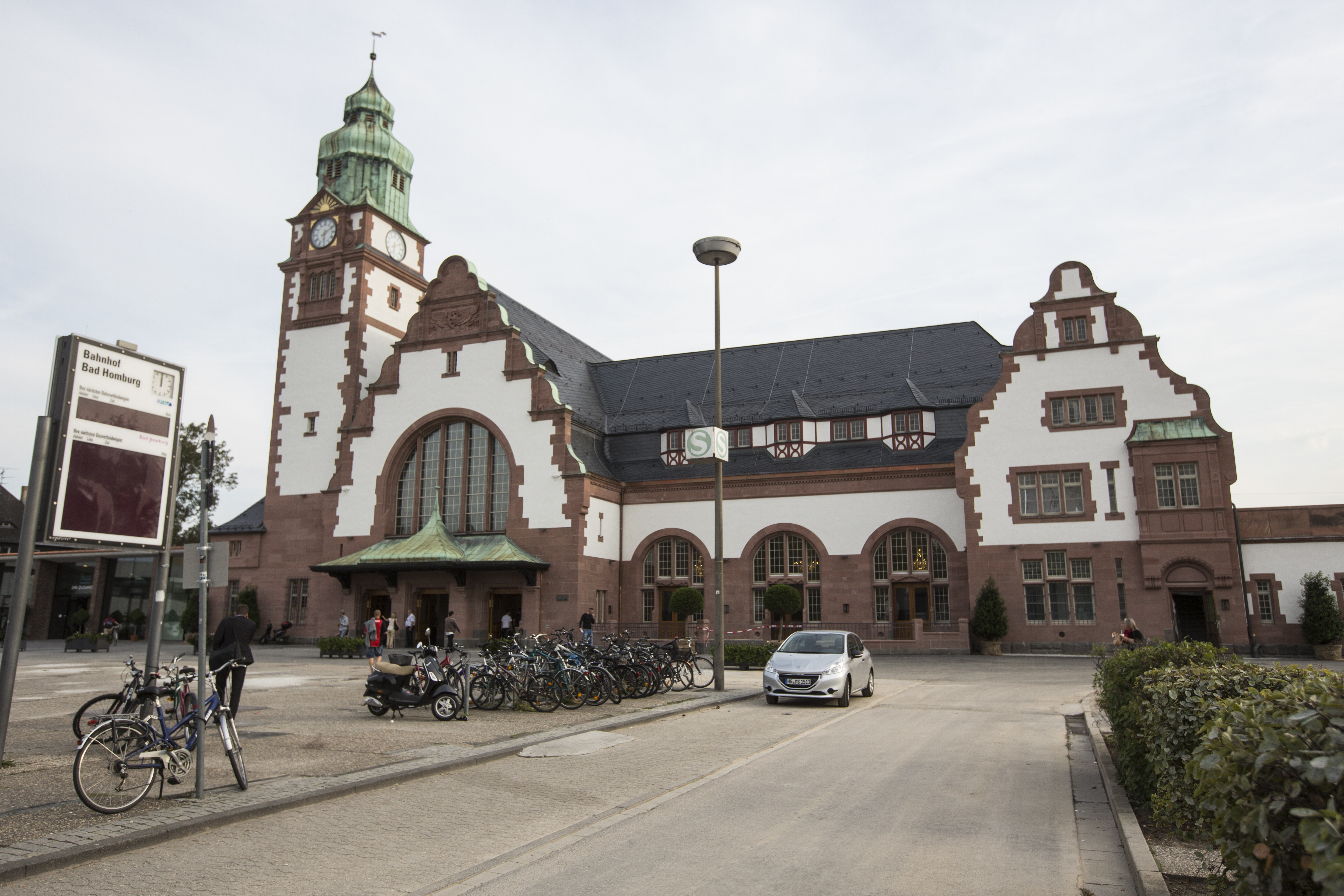
Empfangsgebäude von der Straßenseite

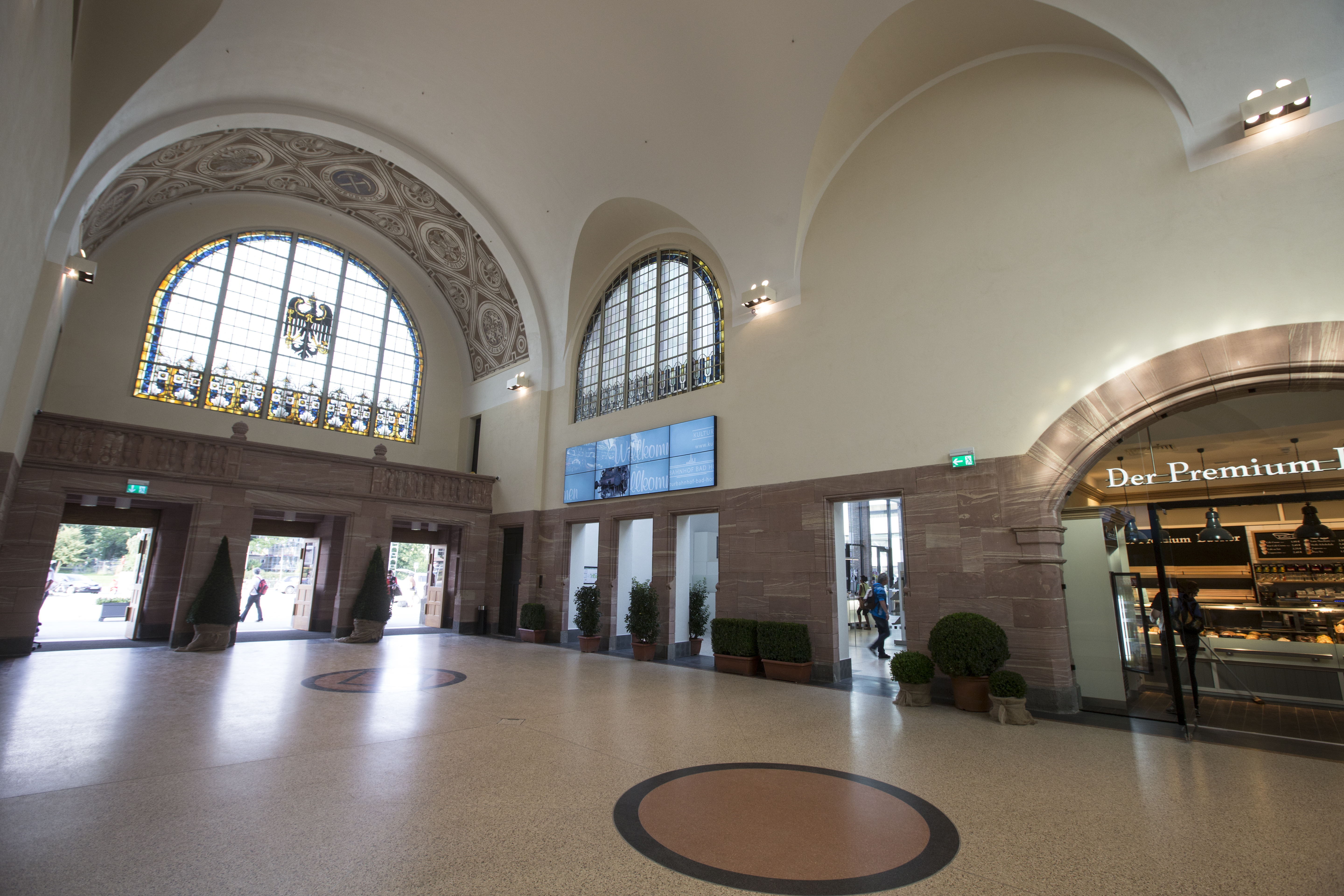
Haupthalle nach der Restauration (2013)

### Bahnhofsfeld
Das Gleisfeld des Bahnhofs liegt etwa vier Meter über Straßenniveau, das Empfangsgebäude wird so von der Straßenseite ebenerdig, die Bahnsteige durch einen Fußgänger- und einen Gepäcktunnel erschlossen. Der Bahnhof erhielt ein umfangreiches Gleisfeld, das heute stark reduziert ist, Anlagen für den Ortsgüterverkehr und einen Ringlokschuppen mit 14 Ständen. Der Lokschuppen wurde verkauft, denkmalgerecht saniert und beherbergt nun Büroräume.

### Empfangsgebäude
Das Empfangsgebäude ist sehr repräsentativ in Neorenaissance und asymmetrisch gestaltet. Maßgebend beteiligt war der Architekt, Regierungs- und Baurat Armin Wegner. Eventuell stützte er sich auf Vorarbeiten des geheimen Baurates Louis Jacobi. Aber auch der Kaiser selbst griff immer wieder in die Gestaltung ein. Nachdem die Stadt Bad Homburg das Gebäude Ende 2007 nach langen Verhandlungen erwerben konnte, wurden zunächst die seit Jahren stillstehenden Uhren in Gang gesetzt. Bei einem Brand eines Verkaufsstandes am 4. Juli 2009 wurde die Bahnhofshalle – vor allem der Putz und die Fenster – durch die hohe Rußentwicklung stark beschädigt und zunächst gesperrt. Ende Juli 2009 wurde ein Fußgängertunnel innerhalb der Halle errichtet, der einen provisorischen Zugang am Wasserturm ersetzte.
Am 23. August 2013 wurde der Bahnhof nach Abschluss der Instandsetzungsarbeiten wiedereröffnet. Diese umfassten neben der Beseitigung der Schäden bereits länger anstehende Sanierungsarbeiten im Wert von 22,4 Millionen Euro. Neben einer Bäckerei und einem Kiosk finden sich erstmals auch eine Filiale eines Schnellrestaurants und ein Geldautomat im Bahnhofsgebäude. Da der Bahnhof – insbesondere der Gastronomiebereich im Westteil sowie das Obergeschoss – zum Kulturbahnhof umgebaut wurde, kann er fortan auch als Veranstaltungsort für Konzerte genutzt werden.

### Bahnsteighalle
Für den Personenverkehr stehen zwei Bahnsteige mit je zwei Gleisen zur Verfügung, dazu waren bis zum Zweiten Weltkrieg auch noch Gepäckbahnsteige vorhanden. Als Überdachung diente eine zweischiffige Gleishalle (zweimal 90 × 12 Meter). Diese Bahnsteighalle wurde 1961 abgerissen; dabei geriet das Dach in Brand.

### Fürstenbahnhof

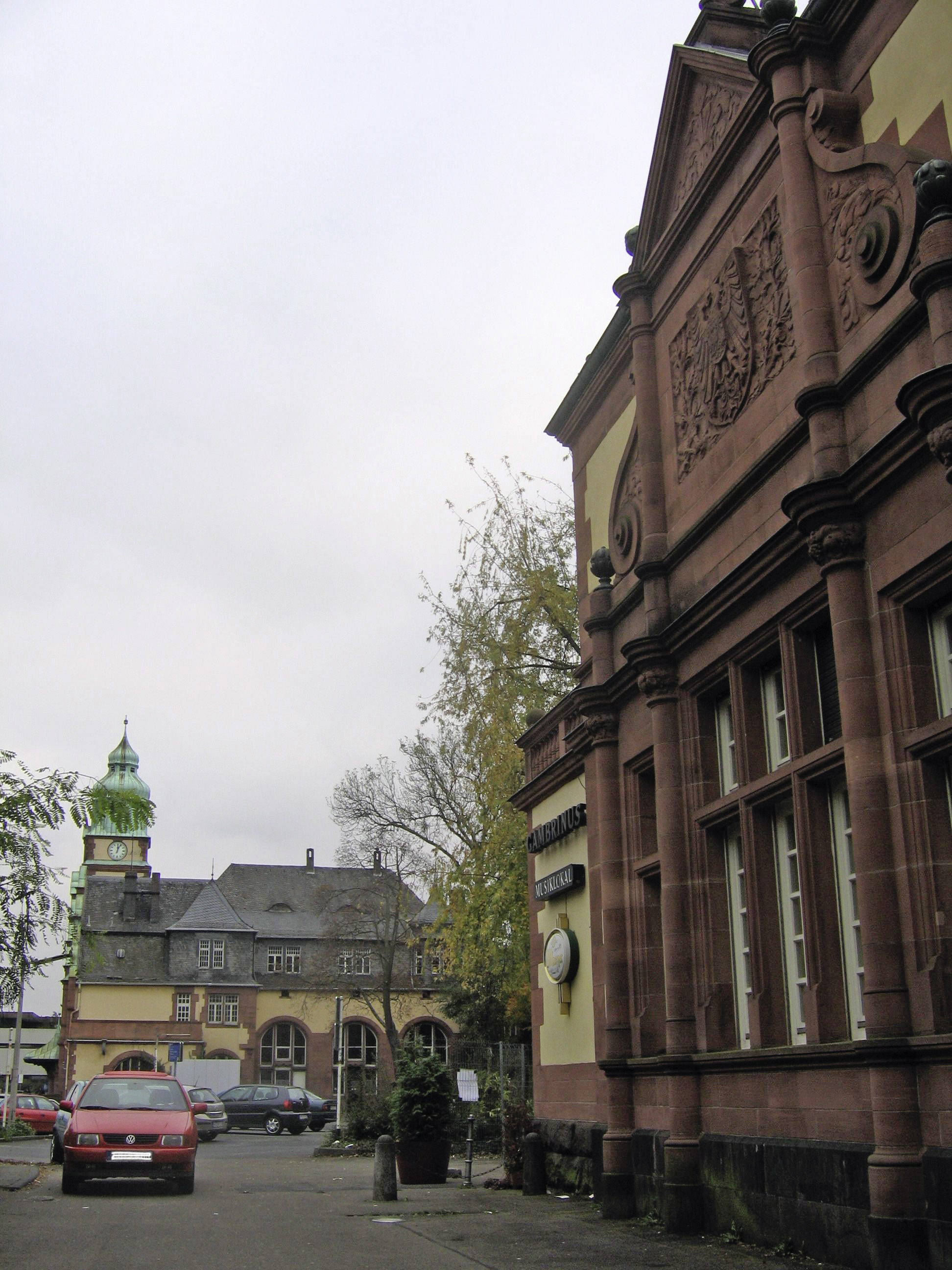
Fürstenbahnhof (rechts) mit Blick auf den Bahnhof Bad Homburg

Ähnlich wie in anderen Residenz- oder Kurorten bekam der neue Bahnhof einen Fürstenbahnhof – also ein separates Empfangsgebäude – für „höchste und allerhöchste Herrschaften“ an Gleis 1.

### Güterhalle
Die ehemalige Güterhalle, ein Fachwerkgebäude wurde in eine Veranstaltungshalle umgebaut.

## Betrieb

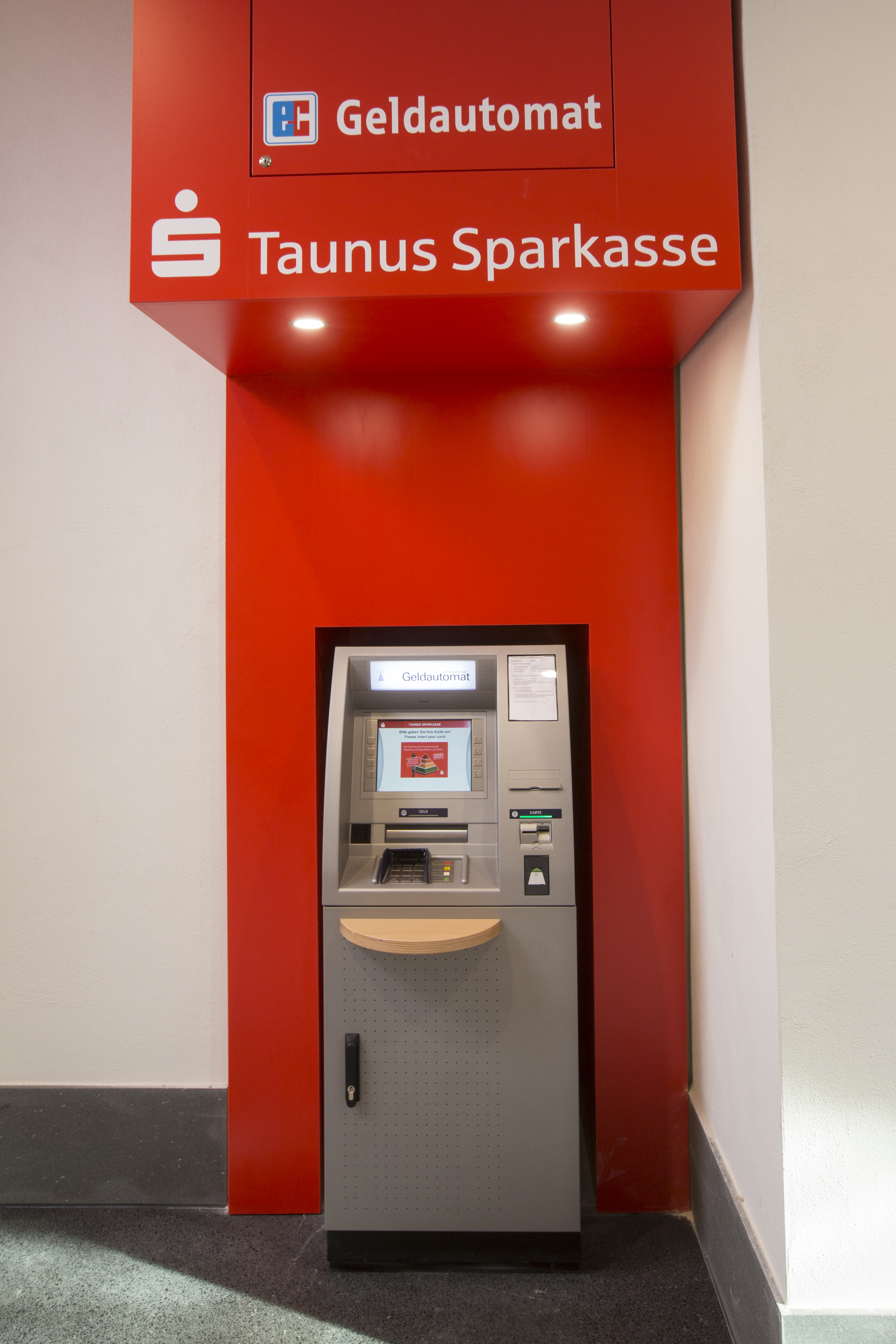
Geldautomat (2013)

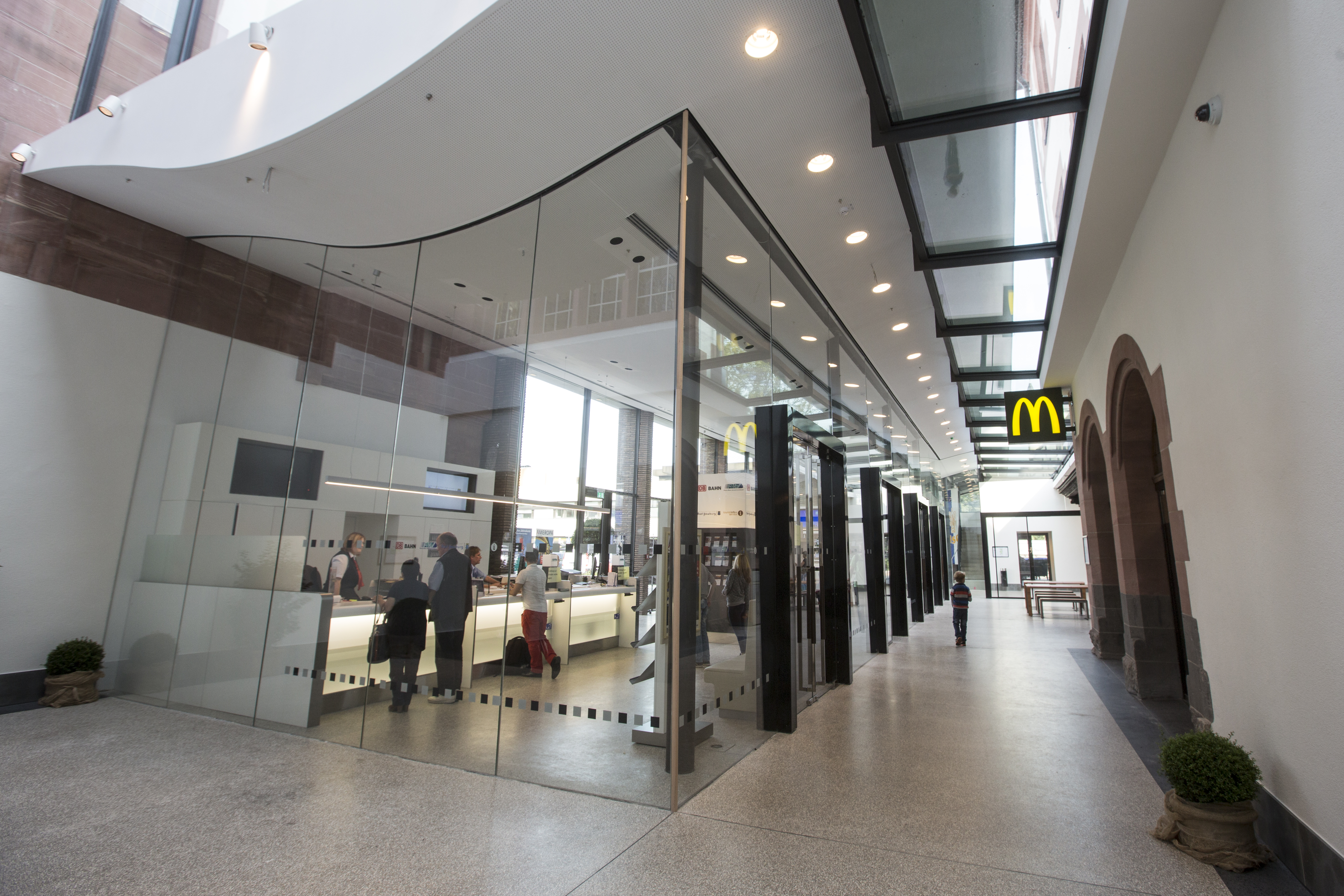
Reisezentrum und McDonald’s-Filiale (2013)

Nach Einstellung des auf der Bäderbahn verkehrenden Schnellzuges Berlin–Bad Nauheim–Bad Homburg–Wiesbaden im Jahre 1939 benutzten planmäßige Fernverkehrszüge nur noch selten die Strecke am Taunusrand. Heute dient der Bahnhof nur noch dem Nahverkehr. Ab dem 23. Mai 1954 fuhren Wendezüge in einem halbstündlichen Taktfahrplan, gezogen und geschoben von Tenderlokomotiven der Baureihe 78, Diesellokomotiven der Baureihen V 80 und später V 100. Ab etwa 1966 erfolgte der Zugbetrieb mit Triebwagen der Baureihe 624, die bis zur Elektrifizierung eingesetzt waren. Nach Abschluss der Elektrifizierung am 26. September 1970 wurden die Wendezüge meist mit Elektrolokomotiven der Baureihen 140 und 141 bespannt. Ab dem Sommerfahrplan 1978 wurden – mit Einführung der S-Bahn Rhein-Main – Triebwagenzüge der Baureihe ET 420, seit 2003 auch der neueren Baureihe ET 423 eingesetzt, wobei bis 2006 mehrfach (jeweils zum Fahrplanwechsel) zwischen reinem Betrieb einer Baureihe und Mischbetrieb gewechselt wurde.
Seit 1993 wird der Bahnhof Bad Homburg von der Linie S5 (Frankfurt Süd–Bad Homburg–Friedrichsdorf) der S-Bahn Rhein-Main und seit Dezember 2022 der von der Regionalverkehre Start Deutschland betriebenen Linie RB 15 (Frankfurt am Main–)Bad Homburg–Friedrichsdorf–Grävenwiesbach–Brandoberndorf, angefahren. Dabei enden und beginnen die Züge der Linie RB 15 (ohne die durchgehenden nach Frankfurt) und unter der Woche halbstündlich Fahrten der S5 in Bad Homburg; die beiden Linien sind dabei im Fahrplan aufeinander abgestimmt.
| Linie                    | Verlauf | Takt                                                | Betreiber      |
| ------------------------ | --- | --------------------------------------------------- | -------------- |
| S5                       | Friedrichsdorf (Taunus) – Seulberg – Bad Homburg – Oberursel (Taunus) – Oberursel-Stierstadt – Oberursel-Weißkirchen/Steinbach – Frankfurt-Rödelheim – Frankfurt (Main) West – Frankfurt am Main Messe – Frankfurt (Main) Galluswarte – Frankfurt (Main) Hbf tief – Frankfurt (Main) Taunusanlage – Frankfurt (Main) Hauptwache – Frankfurt (Main) Konstablerwache – Frankfurt (Main) Ostendstraße – Frankfurt (Main) Lokalbahnhof – Frankfurt (Main) Süd | 30 min 15 min (Bad Homburg–Frankfurt Süd werktags)  | DB Regio Mitte |
| RB 15                    | (Frankfurt (Main) Hbf – Frankfurt-Rödelheim – Oberursel (Taunus) –) (nur HVZ) Bad Homburg – Seulberg – Friedrichsdorf (Taunus) – Köppern – Saalburg (Taunus) – Wehrheim – Neu-Anspach – Hausen (Taunus) – Usingen – Wilhelmsdorf (Taunus) – Hundstadt – Grävenwiesbach – Hasselborn – Brandoberndorf Stand: Fahrplanwechsel Dezember 2022 | 60 min 30 min (Bad Homburg–Grävenwiesbach werktags) | start          |
| Stand: 15. Dezember 2024 | |                                                     |                |

Der Bahnhof verfügt heute über zwei Bahnsteige (Gleis 2/3 und Gleis 4/5). Seit dem Fahrplanwechsel 2025 gibt es eine neue Gleisbelegung.
Gleis 2 wird von den Zügen der RB15 aus Grävenwiesbach und Brandoberndorf genutzt. Diese Wenden dort und fahren zurück. Die Reguläre Wendezeit beträgt 10 Minuten.
Gleis 3 wird von den Zügen der RB15 nach Frankfurt Hbf und den Zügen der S 5 nach Frankfurt Süd genutzt. Die Züge der Linie S 5 welche nur bis Bad Homburg fahren wenden auch auf dem Gleis.
Gleis 4 wird von den Zügen der RB15 aus Frankfurt Hbf und den Zügen der S 5 nach Friedrichsdorf genutzt.
Gleis 5 wird Hauptsächlich nur Morgens und Nachmittags von den RB15 Verstärkern genutzt. 
Vor dem Bahnhofsgebäude liegt ein Busbahnhof, der von allen Bad Homburger Stadtbuslinien (ausgenommen Buslinie 8) und den meisten Regionalbuslinien angefahren wird. Seit 2014 wurde der Bahnhofsvorplatz inklusive des Busbahnhofs umgestaltet. Hier gibt es einen tastbaren Lageplan. Der neue Busbahnhof mit einer Neuordnung der Bussteige wurde am 12. Dezember 2017 eingeweiht.

## Zukunft
Geplant wird seit 2007, die Züge der Linie U2 der U-Bahn Frankfurt auf dem so genannten Fürstengleis (Gleis 1) im Bahnhof beginnen und enden zu lassen. Die Trasse soll an der heutigen Endstation der U2 in Gonzenheim in einen 350 Meter langen Tunnel abgesenkt werden und parallel zur Frankfurter Landstraße die Bahnstrecke unterqueren. Danach soll sie an deren Bahndamm herangeführt werden und parallel zu ihr und auf deren Niveau die Lange Meile und den Autobahnzubringer überqueren.
Im Juni 2010 sollte das Planfeststellungsverfahren ursprünglich beginnen, im März 2011 hat das Regierungspräsidium Darmstadt hierzu das Anhörungsverfahren gestartet. Die Stadtwerke Verkehrsgesellschaft Frankfurt am Main plante noch im Februar 2012 einen Baubeginn im Juli 2013 mit einer Inbetriebnahme im Dezember 2015. Die Stadtverwaltung ging im Juli 2013 von einer Planfeststellung bis 2015 und einer Realisierung bis Ende 2017 aus, was sich aber als nicht haltbar erwies. Auf Wunsch des Oberbürgermeisters Alexander Hetjes beschloss das Stadtparlament Anfang Mai 2018, die Bad Homburger Bürger in einem Bürgerentscheid über die U2-Verlängerung abstimmen zu lassen. Derweil sicherte Wirtschaftsminister Tarek Al-Wazir schriftlich eine Finanzierungsquote von 80 % durch das Land Hessen zu. Ein erster Infotermin fand am 7. Juni 2018 statt. Beim Bürgerentscheid am 28. Oktober 2018 stimmten 70,3 % der Bad Homburger Bürger dem Projekt zu. Der Hessische Verwaltungsgerichtshof wies am 22. April 2021 Klagen von Anwohnern gegen den Planfeststellungsbeschluss zurück.
Auch Züge der ebenfalls geplanten Regionaltangente West (RTW) könnten am Bahnhof Bad Homburg halten. Befahrbar ist das Gleis wegen aufgewachsener Vegetation und abgebauter Weichen derzeit nicht mehr. Zuletzt Ende 2007 wurde ein Teil des Bewuchses um den Fürstenbahnhof entfernt. 2014 wurde dann auch die Vegetation auf dem Gleis im Bahnhofsbereich größtenteils entfernt. Nach Bürgerentscheid und Klagen war der Baubeginn der Verlängerung für 2023 vorgesehen, eine erste Bahn hätte nach diesem Planungsstand 2028 fahren können. 2023 wurde der Baubeginn für 2025 angekündigt.